# Marjorie Scardino
Dame Marjorie Morris Scardino, DBE, FRSA (nascida em 25 de janeiro de 1947) é uma executiva de negócios britânica nascida nos Estados Unidos. Ela é a ex-CEO da Pearson PLC. Scardino tornou-se administradora da Oxfam durante seu mandato na Pearson. Ela foi criticada pela revista Private Eye porque, enquanto a Oxfam faz campanha contra a evasão fiscal corporativa como parte da Coalizão IF, Pearson era "um usuário prolífico de paraísos fiscais... uma sucursal luxemburguesa de uma empresa do Reino Unido) para evitar impostos". Ela se tornou a primeira mulher chefe-executiva de uma empresa FTSE 100 quando foi nomeada CEO da Pearson, em 1997. Ela também é diretora não-executiva da Nokia e ex-CEO do Economist Group. Durante seu tempo na Pearson, os lucros da Pearson triplicaram, para um recorde de £ 942 milhões. Em dezembro de 2013, ela se juntou ao conselho do Twitter como sua primeira diretora mulher, após uma controvérsia envolvendo a falta de diversidade no conselho do Twitter.

## Infância e educação
Scardino nasceu em Flagstaff, Arizona, em 1947, e cresceu em Texarkana, no Texas. Enquanto morava no Texas, ela participou de rodeios quando adolescente. Scardino é graduada pela Baylor University com um Bacharelado em francês e psicologia, em 1969. Ela começou a faculdade de direito na Universidade George Washington, mas desistiu para se tornar jornalista na Associated Press em Charleston, West Virginia, e mais tarde obteve seu diploma de JD na Faculdade de Direito da Universidade de São Francisco.

## Carreira
Antes de 1985, Scardino foi editora do jornal The Georgia Gazette.
Ela é presidente do conselho da Fundação MacArthur e membro do conselho do Carter Center. Ela é membro honorário da Royal Society of Arts. Ela também ganhou a Medalha Benjamin Franklin de 2002.
Em 2007, ela foi listada em 17º lugar na lista da Forbes das 100 mulheres mais poderosas do mundo.
Em 3 de outubro de 2012, foi anunciado que ela deixaria o cargo de CEO da Pearson para ser substituída por John Fallon.
Em dezembro de 2013, ela se juntou ao conselho do Twitter como sua primeira diretora mulher, após uma controvérsia envolvendo a falta de diversidade no conselho do Twitter.

## Vida pessoal
Scardino é casada com Albert Scardino, com quem trabalhou durante seu tempo no The Georgia Gazette e mais tarde um repórter de mídia do The New York Times. Ela tem três filhos, Adelaide, Will e Hal (produtor e ex-ator mirim).
Embora tenha nascido nos Estados Unidos, ela obteve a cidadania britânica.

## Premios e honras
Marjorie Scardino recebeu um doutorado honorário da Brunel University, em 1999, por seu papel como CEO da Pearson plc.
Scardino recebeu um doutorado honorário da Universidade Heriot-Watt, em 2001.
As contribuições de Scardino para a mídia britânica foram reconhecidas quando ela foi nomeada Dama Comandante da Ordem do Império Britânico (DBE), em fevereiro de 2002, um mês depois de ter adotado a cidadania britânica.
Em 2014, Scardino recebeu um doutorado honorário de leis da Universidade de Roehampton.